# Науково-дослідна кафедра марксизму-ленінізму при ВУАН
Науково-дослідна кафедра марксизму-ленінізму при ВУАН ― науково-дослідна установа, завданням якої було опрацювання теорії марксизму-ленінізму, пропаганда марксизму й підготовка викладачів вузів та наукових співробітників ― марксистів. Заснована 1926 року в Києві під керівництвом професора Олександра Камишана, існувала до 1930 року.

## Структура кафедри
Кафедрі було виділено приміщення особняку Шестакова по вулиці Шовковичній, 12 (зараз будинок 14) у Києві.
У 1926-1927 роках кафедру очолював Рувім Левік
Кафедра складалася з трьох секцій: історичної, філософсько-соціологічної, економічної. 
Секцію історії кафедри очолював у 1926-29 роках історик Йосип Гермайзе. Філософсько-соціологічну секцію очолював академік Семен Семковський. На чолі економічної секції стояв Соломон Посвольський.
При кафедрі працювали комісії з філософії, методології природознавства, методики та методології історичного матеріялізму, наукової бібліографії марксизму, національних питань, праці, питань соціології мистецтва та літератури, соціології права, методології історичних дисциплін, методики економічних дисциплін, вивчення релігійної ідеології, аграрну, дослідження української історії, історії партії і Жовтневої революції, вивчення відносин Західної Європи з Україною. Також було створено кабінети ленінізму, соціології, економіки, історії України, Росії та Заходу.
Наукова бібліотека при кафедрі мала близько 20 тисяч томів.

## Співробітники кафедри
Членами філософсько-соціологічної секції кафедри були: Валентин Асмус, Р. Левик, Я. Розанов, Н. Перлін, О. Загорулько, М. Нирчук, Л. Левинський. О. І. Загорулька, мистецтвознавця Івана Врону, Я. С. Розанова було звинувачено у підтримці ідей Льва Троцького і надалі репресовано. Серед співробіників цієї секції кафедри був і фізик-теоретик Лев Штрум.

### Аспіранти
При кафедрі існувала аспірантура з історії, соціології, філософії. Аспірантом кафедри з 1926 року був Федір Ястребов, у 1928-30 роках аспірантом був майбутній директор Всенародної бібліотеки України Василь Іванушкін.